# Ayrton Lucas
Ayrton Lucas Dantas de Medeiros (Carnaúba dos Dantas, 19 juni 1997) is een Braziliaans voetballer die doorgaans speelt als linksback. In januari 2023 verruilde hij Spartak Moskou voor Flamengo. Lucas maakte in 2023 zijn debuut in het Braziliaans voetbalelftal.

## Clubcarrière
Lucas speelde in de jeugd van ABC en kwam in 2014 in de opleiding van Fluminense terecht. Hier maakte hij op 18 oktober 2015 zijn debuut, toen met 2–0 van Cruzeiro werd verloren. Hij mocht van coach Eduardo Baptista in de basis beginnen en hij speelde de volledige negentig minuten mee. Na verhuurperiodes bij Madureira en Londrina veroverde de linksback in 2018 een vaste rol in het eerste elftal. In januari 2019 verkaste Lucas naar Spartak Moskou. De Russische club betaalde circa zeven miljoen euro voor de Braziliaanse vleugelverdediger. Zijn verbintenis werd in januari 2022 opengebroken en met twee seizoenen verlengd tot medio 2026. Twee maanden later nam Flamengo de verdediger op huurbasis over voor de rest van het kalenderjaar. Aan het einde van het jaar kwamen de clubs een definitieve overstap overeen, voor een bedrag van circa zeven miljoen euro. Lucas tekende voor vijf jaar bij Flamengo.

## Clubstatistieken
| Seizoen | Club           | Competitie   | Competitie | Competitie | Beker | Beker | Internationaal | Internationaal | Totaal | Totaal |
| Seizoen | Club           | Competitie   | Wed.       | Dlp.       | Wed.  | Dlp.  | Wed.           | Dlp.           | Wed.   | Dlp.   |
| ------- | -------------- | ------------ | ---------- | ---------- | ----- | ----- | -------------- | -------------- | ------ | ------ |
| 2015    | Fluminense     | Série A      | 4          | 0          | 0     | 0     | —              | —              | 4      | 0      |
| 2016    | Fluminense     | Série A      | 2          | 0          | 0     | 0     | —              | —              | 2      | 0      |
| 2016    | → Madureira    | Série B      | 0          | 0          | 0     | 0     | —              | —              | 0      | 0      |
| 2017    | → Londrina     | Série B      | 33         | 2          | 0     | 0     | —              | —              | 33     | 2      |
| 2018    | Fluminense     | Série A      | 28         | 0          | 2     | 0     | 10             | 0              | 40     | 0      |
| 2018/19 | Spartak Moskou | Premjer-Liga | 13         | 0          | 1     | 0     | —              | —              | 14     | 0      |
| 2019/20 | Spartak Moskou | Premjer-Liga | 27         | 0          | 4     | 0     | 4              | 0              | 35     | 0      |
| 2020/21 | Spartak Moskou | Premjer-Liga | 27         | 2          | 2     | 1     | —              | —              | 29     | 3      |
| 2021/22 | Spartak Moskou | Premjer-Liga | 21         | 1          | 0     | 0     | 8              | 0              | 29     | 1      |
| 2022    | → Flamengo     | Série A      | 31         | 2          | 4     | 0     | 6              | 0              | 41     | 2      |
| 2023    | Flamengo       | Série A      | 45         | 7          | 9     | 0     | 9              | 0              | 63     | 7      |
| 2024    | Flamengo       | Série A      | 43         | 4          | 8     | 0     | 9              | 1              | 60     | 5      |
| 2025    | Flamengo       | Série A      | 5          | 0          | 0     | 0     | 0              | 0              | 5      | 0      |
| Totaal  | Totaal         | Totaal       | 279        | 18         | 30    | 1     | 46             | 1              | 355    | 20     |

Bijgewerkt op 12 maart 2025.

## Interlandcarrière
Lucas maakte op 17 juni 2023 zijn debuut in het Braziliaans voetbalelftal toen in een vriendschappelijke wedstrijd met 4–1 gewonnen werd van Guinee. Namens Brazilië scoorden Joelinton, Rodrygo, Éder Militão en Vinícius Júnior en de tegentreffer kwam van Serhou Guirassy. Lucas mocht van bondscoach Ramon Menezes in de basisopstelling starten en hij speelde het gehele duel mee. De andere Braziliaanse debutanten dit duel waren Joelinton (Newcastle United), Malcom (Zenit Sint-Petersburg) en Vanderson (AS Monaco).
| Interlands van Ayrton Lucas voor Brazilië | Interlands van Ayrton Lucas voor Brazilië | Interlands van Ayrton Lucas voor Brazilië | Interlands van Ayrton Lucas voor Brazilië | Interlands van Ayrton Lucas voor Brazilië | Interlands van Ayrton Lucas voor Brazilië |
| №                                         | Datum                                     | Wedstrijd                                 | Uitslag                                   | Competitie                                | Goals                                     |
| Als speler bij Flamengo                   | Als speler bij Flamengo                   | Als speler bij Flamengo                   | Als speler bij Flamengo                   | Als speler bij Flamengo                   | Als speler bij Flamengo                   |
| ----------------------------------------- | ----------------------------------------- | ----------------------------------------- | ----------------------------------------- | ----------------------------------------- | ----------------------------------------- |
| 1                                         | 17 juni 2023                              | Brazilië – Guinee                         | 4 – 1                                     | Vriendschappelijk                         |                                           |
| 2                                         | 20 juni 2023                              | Brazilië – Senegal                        | 2 – 4                                     | Vriendschappelijk                         |                                           |

Bijgewerkt op 12 maart 2025.

## Erelijst
| Copa do Brasil        | 2 | 2022, 2024 |
| Supercopa Rei         | 1 | 2025       |
| Campeonato Carioca    | 1 | 2024       |
| CONMEBOL Libertadores | 1 | 2022       |